# Dahlonega Mine Train
De Dahlonega Mine Train is een hybride mijntreinachtbaan in het Amerikaanse attractiepark Six Flags Over Georgia. De achtbaan is geopend in juni 1967 en is gebouwd door de Amerikaanse achtbaanbouwer Arrow Dynamics. De minimale lengte om in de Dahlonega Mine Train te mogen is 1,10 meter. De achtbaan ligt in het themagebied 'Peachtree Square'.

## Algemene informatie
De Dahlonega Mine Train heeft een baanlengte van 708 meter en een hoogte van 11 meter. Hij haalt een maximale snelheid van 47 kilometer per uur en de rit duurt twee minuten en 51 seconden. Op de Dahlonega Mine Train rijden drie treinen. De capaciteit van de achtbaan per uur is 2200 personen.